# Remember Two Things
Albums de Dave Matthews Band
Recently (EP) (en)
(1994)
Remember Two Things est le premier album de Dave Matthews Band, sorti le 9 novembre 1993. Il comprend des morceaux enregistrés en studio, live et acoustique, et il a été produit par John Alagia et Dave Matthews Band.

## Liste des titres
| No  | Titre                    | Durée |
| --- | ------------------------ | ----- |
| 1.  | Ants Marching            |       |
| 2.  | Tripping Billies         |       |
| 3.  | Recently                 |       |
| 4.  | Satellite                |       |
| 5.  | One Sweet World          |       |
| 6.  | The Song That Jane Likes |       |
| 7.  | Minarets                 |       |
| 8.  | Seek Up                  |       |
| 9.  | I'll Back You Up         |       |
| 10. | Christmas Song           |       |

## Musiciens
- Carter Beauford : percussions, voix
- Stefan Lessard : basse
- Dave Matthews : guitare, voix
- LeRoi Moore : saxophones, voix
- Boyd Tinsley : violon, voix

### Musiciens invités
- Greg Howard : Chapman Stick, synthétiseur et percussions sur Minarets
- Tim Reynolds : guitares sur Minarets, Seek Up, I'll Back You Up et Christmas Song